# IC 5304
IC 5304 је елиптична галаксија у сазвјежђу Водолија која се налази на листи објеката дубоког неба у Индекс каталогу.
Деклинација објекта је - 10° 15' 32" а ректасцензија 23h 18m 52,5s. Привидна величина (магнитуда) објекта IC 5304 износи 13,4 а фотографска магнитуда 14,4. IC 5304 је још познат и под ознакама MCG -2-59-11, NPM1G -10.0714, PGC 71028.